# Guatteria ecuadorensis
Guatteria ecuadorensis este o specie de plante angiosperme din genul Guatteria, familia Annonaceae, descrisă de Robert Elias Fries. A fost clasificată de IUCN ca specie vulnerabilă. Conform Catalogue of Life specia Guatteria ecuadorensis nu are subspecii cunoscute.